# Občanská záložna na Pražském Předměstí u Hradce Králové
Občanská záložna na Pražském Předměstí u Hradce Králové byl regionální peněžní ústav, jenž byl založen v roce 1924. První záložna, která vznikla na Pražském Předměstí od jeho osamostatnění od Kuklen v roce 1890.

## Historie
Záležitosti společenstva spravovala od svého vzniku valná hromada, výbor, představenstvo a přehlížitelé účtů. Prvním předsedou jejího představenstva byl zvolen řezník a uzenář Ladislav Balcar. Účelem společenstva bylo poskytování úvěrů členské základně na úrok, podpora živností a hospodářství, přijímáním vkladů na úrok vést občany ke spořivosti a vůbec pomoc společenskému a kulturnímu životu obce. Ve svých reklamách popisovala záložna svoji činnost takto: „Výhodné uložení vkladů na knížky a běžné účty. Střádanky. Úvěry všeho druhu za mírných podmínek.“ Samozřejmostí byly úvěry za velmi výhodných podmínek pro různé obecní investiční akce. V roce 1928 získala velkou konkurenci v podobě nového peněžního ústavu – filiálky Středostavovské záložny v Praze, s. r. o., jež byla otevřena v tehdejší Macharově ulici.
Významnou událostí pro kampeličku byl plán výstavby vlastního sídla. 23. října 1930 začala záložna úřadovat ve své nové čtyřposchoďové budově čp. 812 v Husově třídě, kterou si postavila vlastním nákladem. To ji však velmi zatížilo, takže nemohla v témže roce poskytnout žádaný úvěr na stavbu dalších obecních bytů. O 8 let později byla uzavřena krátkodobá zápůjčka ve výši 130 000 Kč na stavbu nové školní budovy.
Hospodaření záložny se stále více zhoršovalo. Nakonec došlo k velkému odlivu financí ke konkurenci, neboť dosavadní zákazníci přestali věřit v její budoucnost a došlo též k rozšiřování různých „zaručených“ zpráv, jež poškozovaly tuto kampeličku.
Jako samostatný peněžní ústav působila záložna do roku 1939. V tomto roce, aby překonala bez velkých obtíží nastalé problémy, splynula na vlastní žádost se Spořitelnou Královéhradeckou v Hradci Králové a v činnosti pokračovala jako pobočka spořitelny na Pražském Předměstí. K převzetí všech aktiv i pasiv došlo k 1. srpnu 1939.